# Katteszhapi
Katteszhapi (ékírással 𒊩𒃰𒋼𒐁𒄩𒁉, átírással fk/gad/t-te-eš-ḫa-bi/pí, normalizált alakban fKattešḫapi vagy fGattešḫabi, i. e. 15–14. század) középhettita korra datálható hettita királyné. Közelebbről ismeretlen, két dokumentumban háromszor fordul elő a neve. Titulusa (MUNUS.LUGAL.GAL) alapján tudjuk, hogy királyné volt. Férje azonban bizonytalan, talán I. Muvatallisz vagy Kantuccilisz volt.
Neve Katteszhabi (dKattešḫapí, Kattešḫabi vagy dKattešḫawi) isten nevével azonos. A férfi istennév női személynévként alkalmazása figyelemre méltó, mind a név determinatívuma, mind a személyre vonatkozó titulus nőre utal. A név elemei: katte (= király) és ašḫab (= isten).

## Lásd még
- Hettita királynék listája
- Hettita királyok családfája

## Történelmi források
A két forrás, amely Katteszhapit említi:
- KBo 32,197;
- KUB 48,106; azonosítatlan történelmi töredékek.